# Rainer Ohlhauser
Rainer Ohlhauser (Dilsberg,  1941. január 6. –) német labdarúgó és edző.

## Pályafutása

### Klubcsapatban
1950 és 1958 között az 1. FC Dilsberg, 1958 és 1961  között az SV Sandhausen csapatok juniorja volt. 1961-ben az FC Bayern Münchenbe szerződött, ahol 1970-es távozásáig egyszer bajnokságot, háromszor kupát és egy alkalommal Kupagyőztesek Európa-kupáját nyert. Végigjátszotta az 1967-es KEK-döntőt. 1967-ben megkapta az Ezüst Babérlevél kitüntetést. A bajoroknál 286 mérkőzésen 186 gólt szerzett. 1970-től 1975-ig a svájci Grasshopper Club Zürich játékosa. Svájcban egy alkalommal nyerte meg a bajnokságot, valamint csapatában 125 mérkőzésen 26 gólt szerzett. Az 1975-1976-os szezonban 2 mérkőzésen lépett pályára a svájci FC Winterthur csapatban, mivel az edzői szerepet ő töltötte. 1976 és 1980 között játékosa és edzője volt az FC Emmenbrücke és a VfB Friedrichshafen csapatainak.

### A válogatottban
NSZK labdarúgó-válogatottjában csupán egy alkalommal lépett pályára 1968-ban.

### Edzőként
Edzői karrierjét még aktív labdarúgóként kezdte el az FC Winterthur, az FC Emmenbrücke és a VfB Friedrichshafen csapataiban. Az 1980–1981-es szezonban a Hamburger SV utánpótlásának edzője, az 1981–1982-es szezonban a Borussia Dortmund pályaedzője, majd az 1983-1984-es szezonban a svájci FC Basel vezetőedzője.

## Sikerei, díjai
Bayern München
- Nyugatnémet bajnokság (Bundesliga)
  - bajnok: 1969
- Nyugatnémet kupa (DFB Pokal)
  - győztes: 1966, 1967, 1969
- Kupagyőztesek Európa-kupája
  - győztes: 1967
- 1967-ben megkapta az Ezüst Babérlevél kitüntetést.

 Grasshopper Club Zürich
- Svájci bajnokság
  - bajnok: 1970–71